# 聖公會新西敏教區
新西敏教区是加拿大聖公會卑詩及育空教省的五个教區之一。当前教座為溫哥華，前為新西敏，故而得名。教區主教是John Stephens。 
该教区覆盖卑詩省低陆平原约78,000平方公里的土地，包括大温哥华地区、菲沙河谷、阳光海岸、鲍威尔河地區和斯阔米什-利卢埃特地区的一部分（包括斯阔米什和威士拿）。
该教區於1879年在新西敏建立。 1881年，其主教（及继任者）被以單一法人的身分被註冊為新西敏主教，其教会会议則於1893年4月18日成立。但随着温哥华市的大幅发展，該教區於1929年將主教座堂遷至該市。因此，新西敏教区内有两座被称为「座堂」的教堂，分別是在1929年起成為主教座堂的溫哥華基督教會座堂，以及原為主教座堂，位於新西敏的聖三一大教堂。儘管聖三一大教堂已不再是大教堂，但出于历史原因，教區會議允許了該教堂保留「大教堂」的称号。
根据官方出版物《Topic》中的最新统计数据，该教区有62個活跃堂区和4个信仰社群，教区名册上有大约10,000名成员。
该教区传统上一直处于聖公會内部進步主義的前沿。1976年，大卫·森馬維 (David Somerville)成为加拿大聖公會裏首批任命女性為神父的主教之一（此前女性已被任命为执事）。2002年，该教区因决定祝福同性结合而成为圣公会内部国际争议的焦点。圣公会内一些比較保守的教省，特别是非洲的教省，已经因为这一问题与该教区断绝了关系（参见同性恋与圣公会）。
在2016年5月11日舉行的教区委员会执行委员会会议上，教区会议的管理机构一致通过了以下动议：教区委员会代表新西敏教区接受聖公會菲律宾北部教区的邀请，建立同伴关系，並對同伴关系进行年度评估，以确保同伴关系满足两个教区的共同目标，以及要求教區主教任命新西敏教区成员加入联合教区工作组，监督同伴关系并进行年度评估。
时任菲律宾北部圣公会主教的Brent Alawas（自2022年起，阿拉瓦斯主教目前担任菲律宾圣公会主教）於2016年5月12日从邦都前往温哥华，並于2016年5月14日作为特邀演讲嘉宾出席了新西敏教区传教会议。
教区办公室、会议室和档案馆位于温哥華市桑拿斯社區Nanton Avenue 1410號，即前主教官邸所在地。

## 歷任教區主教
| 任 | 姓名                  | 任期      | 備註                                 |
| -- | --------------------- | --------- | ------------------------------------ |
| 1  | Acton Sillitoe        | 1879–1894 |                                      |
| 2  | John Dart             | 1895–1910 |                                      |
| 3  | Adam de Pencier       | 1910–1940 | 兼任卑詩教省都主教 (1925-1940)       |
| 4  | Sir Francis Heathcote | 1940–1951 |                                      |
| 5  | Godfrey Gower         | 1951–1971 | 兼任卑詩及育空教省都主教 (1969-1971) |
| 6  | David Somerville      | 1971–1980 | 兼任卑詩及育空教省都主教 (1975-1980) |
| 7  | Douglas Hambidge      | 1980–1993 | 兼任卑詩及育空教省都主教 (1981-1993) |
| 8  | Michael Ingham        | 1994–2014 |                                      |
| 9  | Melissa Skelton       | 2014–2021 | 兼任卑詩及育空教省都主教 (2018-2021) |
| 10 | John Stephens         | 2021至今  | 兼任卑詩及育空教省都主教 (2025至今)  |

## 外部連結
- 官方网站